# Ninfa (Heilige)

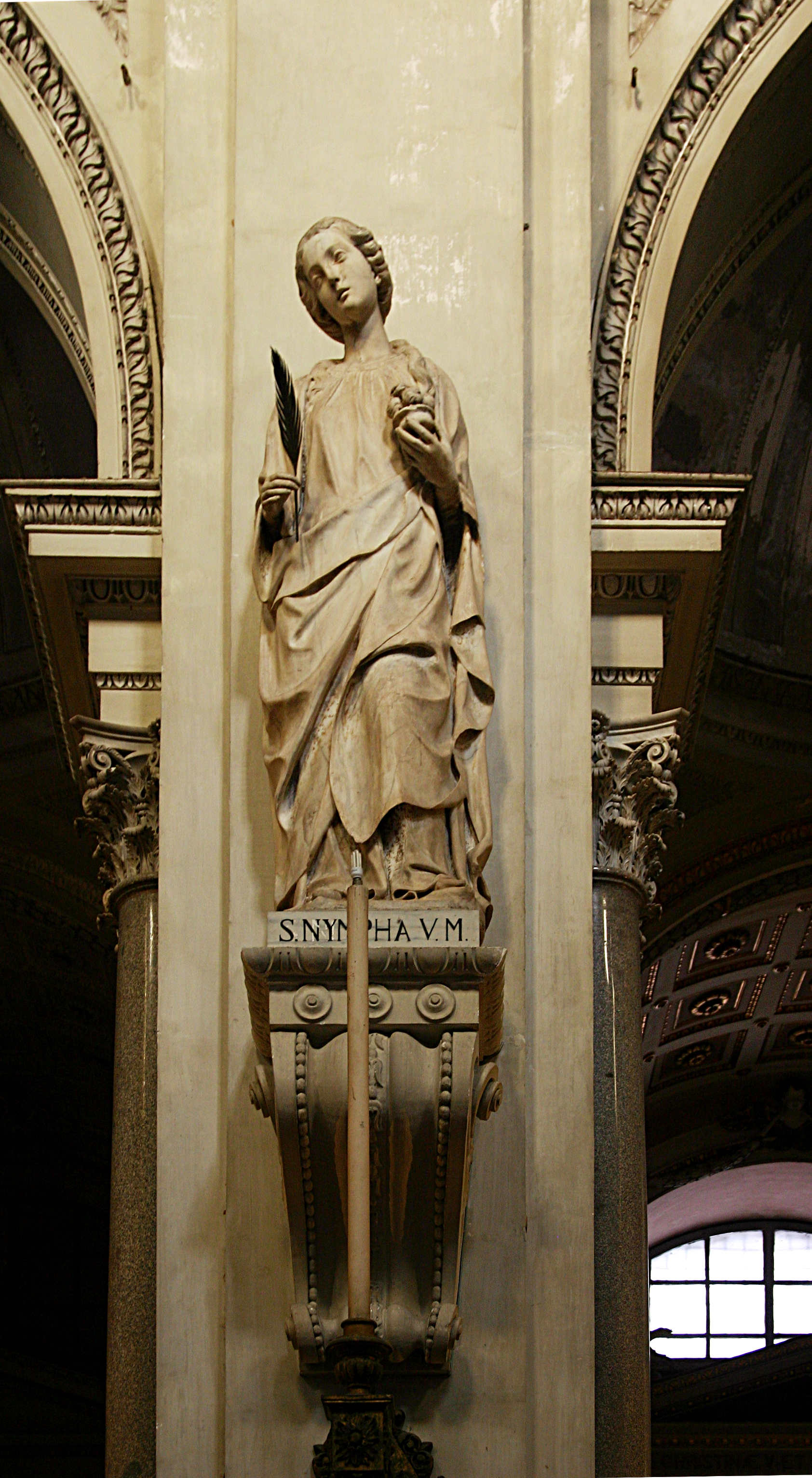
Statue der heiligen Ninfa in der Kathedrale von Palermo

Ninfa oder Nympha (* im 3. Jahrhundert; † 10. November Anfang des 4. Jahrhunderts) ist eine Heilige der Katholischen Kirche und eine Schutzpatronin von Palermo.
Nach einer Handschrift aus dem 12. Jahrhundert war Ninfa die Tochter von Aureliano, unter Konstantin dem Großen Präfekt von Palermo. Von Mamiliano, dem Bischof von Palermo um 310 zum Christentum bekehrt und von ihm gemeinsam mit 20 Christen getauft, versuchte der Präfekt vergeblich seine Tochter für die heidnischen Kulte zurückzugewinnen. Aureliano warf daraufhin Mamiliano gemeinsam mit 200 Christen in den Kerker und ließ sie foltern. Auch das führte zu keiner Änderung von Ninfas Haltung, so dass auch sie vom Vater ins Gefängnis geworfen wurde. 
Der Legende nach wurden sie und Mamiliano von einem Engel gerettet, der sie mit einem Schiff übers Meer auf die Insel Giglio brachte, wo sie als Einsiedler die Zeit in Gebet und Fasten verbrachten.
Ihr Wunsch, an den Gräbern von Petrus und Paulus zu beten, führte sie zunächst in einen kleinen Ort namens Bucina, wo Mamiliano starb, kurz nachdem er Rom besucht hatte. Ein Jahr später am 10. November starb auch sie an Hunger und Entbehrung und wurde in der Krypta der Kirche von Bucina beigesetzt.
Während einer Dürreperiode beteten die Bauern zu Ninfa und der ersehnte Regen setzte ein. Von diesem Zeitpunkt an wurde Ninfa als Heilige verehrt.
Andere Quellen sprechen davon, dass Ninfa im 5. Jahrhundert gelebt habe und gemeinsam mit dem Heiligen Mamiliano den Verfolgungen der Arianer ausgesetzt gewesen sei.
In offiziellen vatikanischen Urkunden aus der Zeit von Papst Leo IV. taucht eine Märtyrerin Ninfa im Zusammenhang mit der Stadt Portuense auf. 1113 wurden ihre Reliquien in die römischen Kirchen San Trifone a Piazza Fiammetta, San Crisogono (1123) und 1116 in die Kathedrale von Palestrina gebracht. Ihr Kopf befand sich seit 1098 in der römischen Kirche Santa Maria in Monticelli. Am 5. September 1593 kam die Kopfreliquie nach Palermo, wo sie feierlich auf dem Altar der Kathedrale aufgestellt wurde. Santa Ninfa wurde neben Rosalia, Cristina, Agata und Oliva eine der Stadtheiligen von Palermo.
1601 begann man in Palermo mit dem Bau der Kirche Santa Ninfa dei Crociferi, die 1660 vollendet war. In der Provinz Trapani trägt eine Ortschaft den Namen Santa Ninfa.
Ihr Gedenktag ist der 10. November.